# Smith Westerns
Gli Smith Westerns sono una band indie rock statunitense, formata nel 2007 Chicago dai due fratelli Cullen e Cameron Omori e da Max Kakacek a cui nel 2008 si è unito il batterista Hal James. Le influenze dichiarate dal gruppo includono David Bowie, Marc Bolan dei T. Rex e Britpop

## Storia
Il gruppo è nato nel 2007 su iniziativa di Cullen Omori e Max Kakacek, entrambi studenti alla Chicago's Northside College Preparatory School ed entrambi chitarristi. A loro si unì dopo breve tempo il fratello di Cullen, Cameron, come bassista. La batteria, ancora sguarnita, veniva in quel periodo suonata a turno dai tre membri. Con questa formazione il gruppo iniziò a farsi conoscere nella scena locale di Chicago, arrivando a suonare in locali come lo Schuba's e l'Empty Bottle. Nel 2008 si unì al gruppo come batterista stabile Hal James, e il quartetto pubblicò il suo 7" di esordio per l'etichetta indipendente HoZac Records contenente le tre canzoni "Irukandji", "Crabman" e "Spiritus Sanctus".
Dell'anno seguente è invece l'omonimo disco d'esordio, registrato interamente nel sottoscala di Max Kakacek e pubblicato sempre dalla HoZac Records. Per promuovere l'album il gruppo andò poi in tour come band di supporto dei Nobunny. Nell'autunno del 2010 è poi uscito il primo singolo del loro secondo album, Weekend, stavolta per la Fat Possum Records. La pubblicazione dell'album, intitolato Dye It Blonde, è avvenuta nel gennaio 2011 ottenendo un buon successo di pubblico ed entrando nei primi venti posti della Top Alternative Albums di Billboard e addirittura arrivando al 1º posto nella Top Heatseekers. Il 6 marzo 2013 la band pubblica un nuovo singolo, "Varsity". che anticipa il terzo album Soft Will
Il 14 dicembre 2014 la band ha annunciato il ritiro dalle scene a tempo indeterminato. Il concerto finale si è svolto al club Schubas di Chicago il 23 dicembre.

## Formazione
- Cullen Omori, voce, chitarra
- Mark Kakacek, chitarra
- Cameron Omori, basso
- Hal James, batteria

## Discografia

### Album
| Titolo                        | Dettagli                                                                                        | Massima posizione in classifica | Massima posizione in classifica | Massima posizione in classifica | Massima posizione in classifica | Massima posizione in classifica |
| Titolo                        | Dettagli                                                                                        | US                              | US Indie                        | US Alt                          | US Rock                         | US Heat                         |
| ----------------------------- | ----------------------------------------------------------------------------------------------- | ------------------------------- | ------------------------------- | ------------------------------- | ------------------------------- | ------------------------------- |
| The Smith Westerns            | - Data uscita: 5 giugno, 2009 - Etichetta: HoZac Records - Formato: CD, download, vinile        | —                               | —                               | —                               | —                               | —                               |
| Dye It Blonde                 | - Data uscita: January 18, 2011 - Etichetta: Fat Possum Records - Formato: CD, download, vinile | 114                             | 18                              | 20                              | 29                              | 1                               |
| Soft Will                     | - Data uscita: 25 giugno, 2013 - Etichetta: Mom + Pop Music - Formato: CD, download, vinile     | —                               | —                               | —                               | —                               | —                               |
| "—" non entrata in classifica |                                                                                                 |                                 |                                 |                                 |                                 |                                 |

### Singoli
| Anno | Titolo    | Album         |
| ---- | --------- | ------------- |
| 2010 | "Weekend" | Dye It Blonde |
| 2013 | "Varsity" | Soft Will     |